# (161962) Galchyn
(161962) Galchyn est un astéroïde de la ceinture principale.

## Description
(161962) Galchyn est un astéroïde de la ceinture principale. Il fut découvert le 27 avril 2007 à Androuchivka par l'observatoire astronomique d'Androuchivka. Il présente une orbite caractérisée par un demi-grand axe de 2,72 UA, une excentricité de 0,14 et une inclinaison de 11,2° par rapport à l'écliptique.

## Compléments